# Dirty Diana
A Dirty Diana Michael Jackson amerikai énekes ötödik kislemeze Bad című albumáról. 1988. április 18-án jelent meg. A dalban erősebben jelen van a rockhangzás, mint Jackson legtöbb dalában; ebben hasonlít a Thriller album Beat It című dalára. A dalt Jackson írta, producerei Jackson és Quincy Jones. Szövege a sztárokat zaklató rajongókról szól.
A Dirty Diana kedvező fogadtatásban részesült a kritikusok részéről, és magas eladási adatokat is produkált. Az Egyesült Államokban listavezető lett a Billboard Hot 100-on; ez volt az album ötödik és utolsó listavezető dala ezen a slágerlistán. Számos más országban is a top 10-be került. 2009-ben, Jackson halála után a letöltéseknek köszönhetően újra felkerült a slágerlistákra.

## Fogadtatása
A Dirty Dianát Jackson írta, producerei ő és Quincy Jones voltak. A dal Jackson 1987-ben megjelent Bad című albumán szerepelt, és az album ötödik kislemezeként jelent meg. A Dirty Diana a Beat It után Jackson szólókarrierjének második hard rock-dala. Jackson Billy Idol egykori gitárosát, Steve Stevenset kérte fel, hogy gitározzon a dalban.
Szövege egy zenészt zaklató rajongóról szól; korábban feltételezték, hogy Jackson közeli barátját, Diana Rosst ugratja vele, de ezt az énekes cáfolta. Maga Ross gyakran használta a dalt bevezető zeneként koncertjein, mielőtt megjelent a színpadon.
A Bad új kiadásán szereplő interjúk egyikében Quincy Jones is megerősítette, hogy a dal a fanatikus rajongókról szól. Barbara Waltersnek adott interjújában ezt maga Jackson is kijelentette, és azt is, hogy a dal nem Diána walesi hercegnéről szól, bár maga a hercegné személyesen elmondta neki, hogy ez a kedvenc Jackson-dala.
A Los Angeles Times munkatársa, Richard Cromelin az albumról írt kritikájában így jellemzi a dalt: „az idei év Beat Itje akar lenni ez a kitartó rajongóról szóló hard rock dal, amit Steve Stevens gitárszólója küld Föld körüli útra.” Stephen Thomas Erlewine az AllMusic-tól szintén hard rock stílusúnak tartja a dalt, és ezt írja az albumról: „Ez azt jelentette, hogy [Jackson] mélyebben merült el a hard rockban, mélyebben az érzelgős adult contemporaryben, mélyebben az ütős dance-ben – gyakorlatilag a Thriller minden részét megsokszorozta.” Egyben nőgyűlölőnek is nevezte a dalt.
Jon Pareles, a The New York Times újságírója ezt írta a Dirty Dianáról: „egy fanatikus rajongóról szól, aki ráakaszkodik az énekesre; a dal a Billie Jean szexualitástól való félelmét keveri a Beat It hard rock gitárhangzásával.”
Az albumról írt kritikájában Thom Duffy, az Orlando Sentinel zenekritikusa heavy metal balladaként jellemezte a dalt. „A Dirty Dianában, egy gonoszul csábító rajongó történetében Jackson hiteles heavy metal-rock ordítást ad elő, melyet Steve Stevens, Billy Idol együttesének gitárosa kísér.” A Philadelphia Inquirer is heavy metal balladának nevezi a dalt. „Hogy a rockrajongó közönséget is megszólítsa (hasonlóan a Thriller sikeres Beat Itjéhez, melyben Eddie Van Halen működött közre), Michael heavy metal-hangzású dalt alkotott Dirty Diana címmel, Billy Idol gitárosa, Stevie Stevens segítségével.” A Dirty Diana négynegyedes ütemben íródott, G mollban, tempója 104 BPM. Jackson hangterjedelme Bb3 és G5 közti.
A Dirty Diana megjelenésekor vegyes fogadtatásban részesült. Stephen Thomas Erlewine, az AllMusic munkatársa szerint ez és a Man in the Mirror Jackson legrosszabb dalai az albumon. Robert Christgau zenekritikus szerint a Dirty Diana „éppolyan nőgyűlölő, mint bármelyik metal kapd-be-a-faszom dal”. Jon Pareles szerint a Dirty Diana „rémült nyavalygóvá fokozza le Jacksont”. Davitt Sigerson, a Rolling Stone munkatársa kedvezőbben fogadta a dalt; bár úgy érezte, csak töltelék az albumon, megjegyezte, hogy ez és a Speed Demon teszi a Badet „gazdagabbá, szexibbé, jobbá a Thriller felejthetőbb dalainál”. Sigerson szerint a dal épp jellegtelen dallama miatt jelentős felvétel. Jennifer Clay a Yahoo! Musictól megjegyezte, hogy bár Jackson keményebb imázsa nehezen hihető, a Badhez, Man in the Mirrorhoz és Dirty Dianához hasonló dalokban működik, „bár nem annyira, mint a Thrillerben”.
A Dirty Diana a Bad korábbi kislemezeihez hasonlóan világszerte jó helyezéseket ért el a slágerlistákon. 1988. július 2-án listavezető lett az amerikai Billboard Hot 100-on, miután kilenc hetet töltött a listán. Ez lett az album ötödik kislemeze, ami listavezető lett a Hot 100-on.
A spanyol slágerlistán is listavezető lett a dal, egy hétig állt az első helyen. A top 5-be került Dániában, Hollandiában és Új-Zélandon. A brit slágerlistára 1988. július 16-án került fel, ekkor a 14. helyet érte el; a következő héten felkerült a negyedik helyre, ahol két hétig maradt. A top 10-be került Olaszországban, Ausztriában és Franciaországban, a 17. helyre Norvégiában, és a top 30-ba Svédországban és Ausztráliában.
2009 második felében, Jackson halálát követően zenéje iránt ismét fokozódott az érdeklődés. 2009 júliusában a Dirty Diana több slágerlistán is megjelent, nagyrészt a letöltéseknek köszönhetően. Július 4-én elérte a 18. helyet a francia digitális slágerlistán. Július 12-én a 13. helyet érte el a svájci slágerlistán. Július 4-én ismét felkerült a brit slágerlistára is, az 50. helyre, és a következő héten elérte a 26. helyet, ezután csúszni kezdett lefelé a listáról.

## Videóklip
A videóklip rendezője Joe Pytka, hossza öt perc. Az 1989. április 14-én tartott második World Music Awards díjkiosztón a világ legjobb videóklipjének ítélték. Szerepel Jackson Number Ones és Michael Jackson’s Vision című DVD-in.
1988-ban egy második, hétperces videóklip is készült a dalhoz, ezt a Bad World Tour egyik koncertjén vették fel, közönség előtt. Ennek az elején negyven másodpercig „A Pepsi bemutatja Michael Jackson 1988-as turnéját” felirat látható fehér háttéren. Ezután Jackson a távolból látható, ahogy énekel a közönségnek, miközben kék lámpák világítják meg. Az énekes fehér inget, fekete nadrágot és bőrövet visel. Egyes közbevágott jelenetekben közelről látható, ahogy énekel, más jeleneteken gitárosa, Jennifer Batten látható, amint mögötte zenél. Jackson ezután Battenhez énekel, majd Steve Stevens mellett táncol, ezután ismét a távolból látható.

## Fellépések
Jackson előadta a dalt az 1987–89 közt tartott Bad turnén, de csak a második szakaszában, tizedik dalként. Barbara Waltersnek adott interjújában az énekes elmondta, hogy a turné során a londoni Wembley stadionban tartott koncertjén is előadta volna a dalt, de úgy érezte, sértené Diana hercegnét, aki a nézők közt volt, ezért nem adta elő. Miután Diana elmondta neki, hogy ez az egyik kedvenc dala, Jackson újra felvette a dalt a koncertek számlistájára. A This Is It koncertsorozat koreográfusa, Kenny Ortega szerint Jackson előadta volna a dalt ezeken a koncerteken is, és halála előtt épp a próbákat tervezgette. A fellépésen szerepelt volna egy rúdtáncos, aki egy hatalmas acélágyra csábította volna Jacksont, majd akrobatikus mutatványokat adott volna elő.

## Dallista
| 7" és 12" kislemez 1. Dirty Diana – 4:42 2. Dirty Diana (Instrumental) – 4:42 3" CD kislemez 1. Dirty Diana (Single Edit) – 4:42 2. Dirty Diana (Instrumental) – 4:42 3. Dirty Diana (Album Version) – 4:52 | Visionary kislemez CD oldal 1. Dirty Diana – 4:40 2. Dirty Diana (Instrumental) – 4:40 DVD oldal 1. Dirty Diana (videóklip) – 5:08 |